# Margraviat de Bade-Durlach
1535–1771
Entités précédentes :
- Margraviat de Bade

Entités suivantes :
- Margraviat de Bade

Le margraviat de Bade-Durlach (en allemand : Markgrafschaft Baden-Durlach) est un État du Saint-Empire romain germanique de 1535 à 1771.

## Territoire
Le margraviat comprenait :

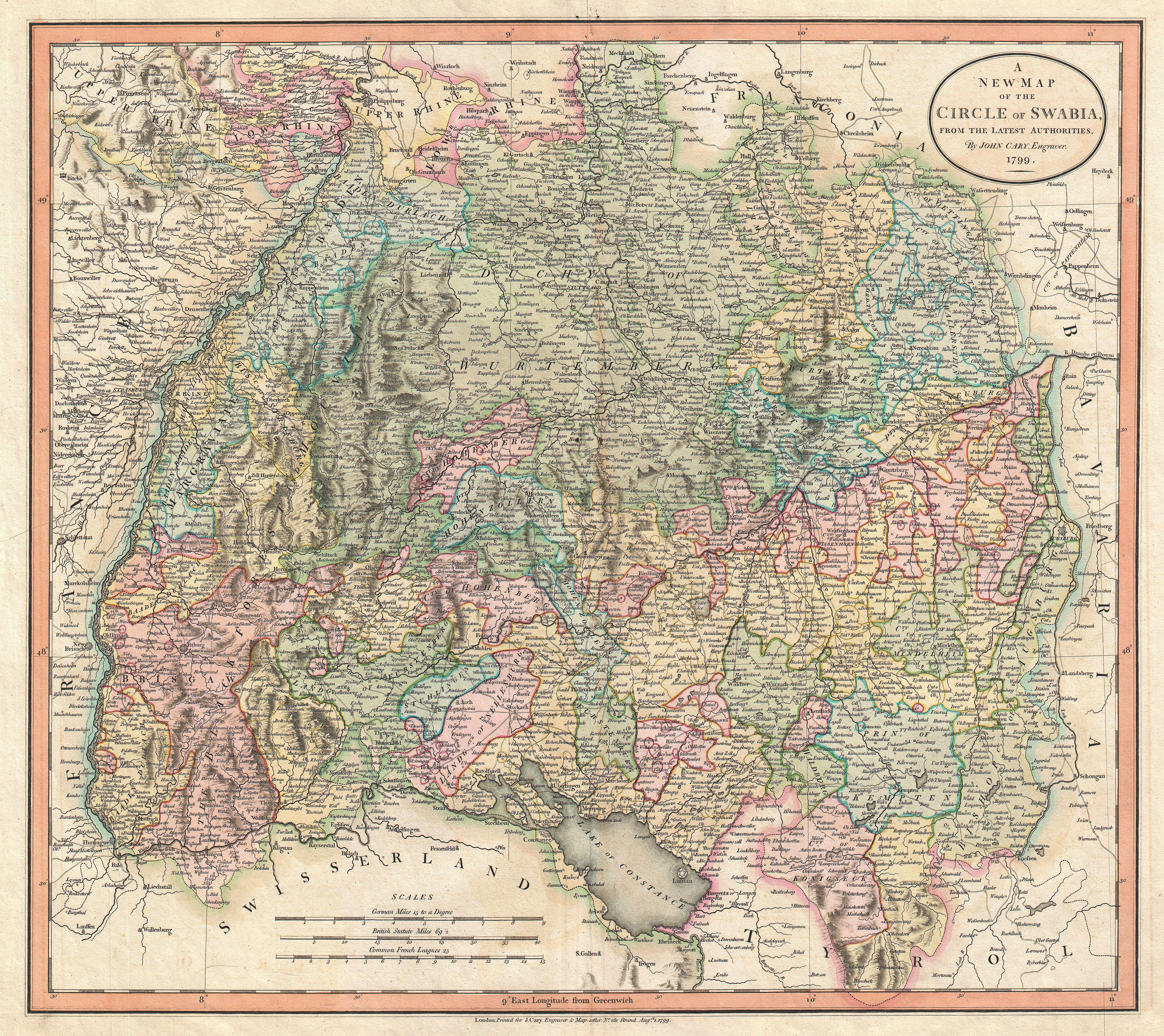
Le margraviat de Bade-Durlach (en jaune) dans le cercle de Souabe.

- le margraviat inférieur (Untere Markgrafschaft), correspondant au margraviat de Bade-Durlach proprement dit ;
- le margraviat supérieur (Obere Markgrafschaft), comprenant :
  - le margraviat de Bade-Hachberg (Markgrafschaft Baden-Hachberg) ;
  - la seigneurie de Prechtal (Herrschaft Prechtal), en condominium avec la maison de Fürstenberg ;
  - le Markgräflerland, divisé en :
    - bailliage de Badenweiler (Oberamt Badenweiler), correspondant à la seigneurie éponyme (Herrschaft Badenweiler) ;
    - bailliage de Rötteln (Oberamt Rötteln), réunissant :
      - le landgraviat de Sausenberg (Landgrafschaft Sausenberg) ;
      - la seigneurie de Rötteln (Herrschaft Rötteln).

## Histoire
En 1535, huit ans après le décès du margrave Christophe Ier de Bade, le margraviat de Bade est partagé en deux margraviats par ses fils Bernard et Ernest : Bade-Bade (Bernard) et Bade-Durlach (Ernest). En 1556, Charles II de Bade-Durlach convertit son margraviat au protestantisme.
En 1771, la branche bernardine de Bade-Bade s’éteignant, Charles-Frédéric hérite du margraviat de Bade-Bade et reconstitue le margraviat de Bade en l’unissant à ses terres de Bade-Durlach.

## Margraves de Bade-Durlach
- 1515 – 1552 : Ernest (Ernst) ;

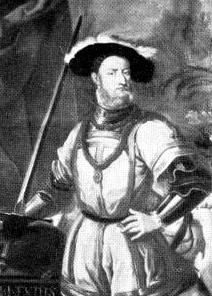
Ernest, premier margrave de Bade-Durlach

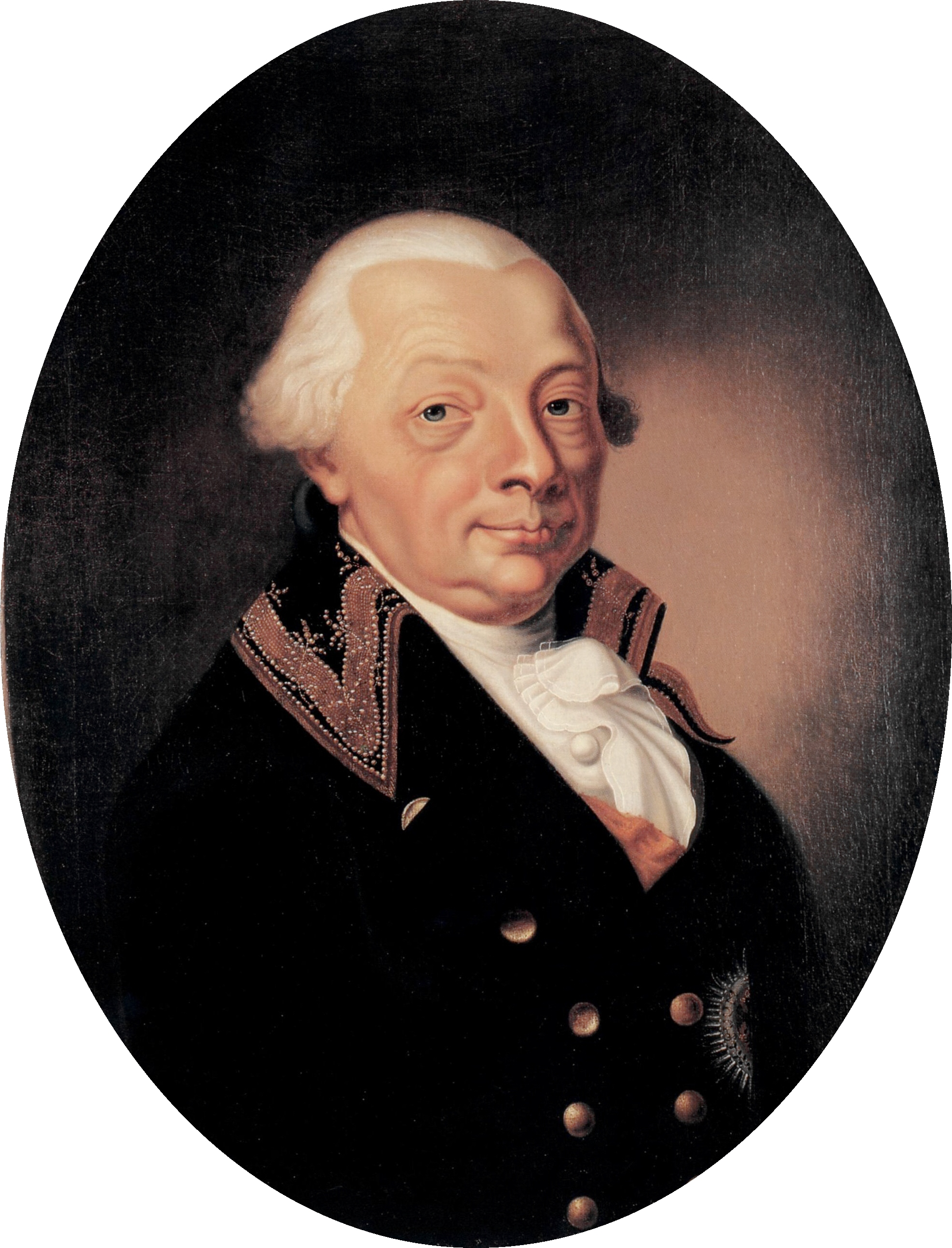
Charles-Frédéric, dernier margrave de Bade-Durlach

- 1552 – 1553 : Bernard (Bernhard) ;
- 1553 – 1577 : Charles II (Karl II.) ;
- 1577 – 1584 : Anne de Palatinat-Veldenz et Conseil de régence ;
- 1584 – 1604 : Ernest-Frédéric (Ernst Friedrich) ;
- 1604 – 1622 : Georges-Frédéric (Georg Friedrich) ;
- 1622 – 1659 : Frédéric V (Friedrich V.) ;
- 1659 – 1677 : Frédéric VI (Friedrich VI.) ;
- 1677 – 1709 : Frédéric VII Magnus (Friedrich VII. Magnus) ;
- 1709 – 1738 : Charles III Guillaume (Karl III. Wilhelm) ;
- 1738 – 1771 : Charles-Frédéric (Karl Friedrich), par la suite margrave de Bade sous le nom de Charles Ier.